# Maladie aiguë
Pour les articles homonymes, voir Aigu.
En médecine, une maladie aiguë (aigüe selon la rectification orthographique de 1990) est une maladie au parcours abrupt. Ce terme se réfère à l'échelle de temps d'une maladie par contraste avec subaigu et chronique.
Exemples :
- Leucémie aiguë lymphoblastique
- Pancréatite aiguë
- Abdomen aigu
- SRAS (SARS)